# Kós Károly-díj
A Kós Károly-díj a településvédelem és településszépítés területén végzett kimagasló, eredményes egyéni és csoportos munkáért adható, a 11/1999.(I.29.) FVM rendeletben meghatározottak szerint.
Évente három egyéni és három közösségi díj osztható ki, amellyel emlékplakett, az adományozást igazoló oklevél és pénzjutalom jár. Az egyéni díjat ugyanaz a személy legfeljebb kétszer, a közösségi díjat ugyanaz a szervezet, vagy csoport egyszer kaphatja meg. A díjat Kós Károly születésnapja alkalmából december 16-án adják át minden évben, melyet a Kós Károly-díj bizottság előterjesztése alapján a földművelésügyi és vidékfejlesztési miniszter adományoz.

## Díjazottak

### 2013
- A Magyar Zarándokút Egyesület építész csoportja

- CompArt Stúdió Kft.

### 2012[1]
Egyéni kategóriában:
- Szikszay Júlia

Közösségi kategóriában:
- Axis Építészcsoport

### 2011[2]
Egyéni kategóriában:
- Lőrinczné Balogh Krisztina
- Molnár Csaba
- Rudolf Mihály

Közösségi kategóriában:
- Hegypásztor Kör
- Kós Károly Egyesülés Vándoriskolája

### 2010[3]
Egyéni kategóriában:
- Harsányi Attila
- Pintér Tamás építész
- Papp József helytörténész

Közösségi kategóriában:
- Rácalmási Városvédő és Szépítő Egyesület
- Régi-új Magyar Építőművészet című folyóirat szerkesztősége
- Szádvárért Baráti Kör

### 2009[4]
Egyéni kategóriában:
- Csontos János költő, újságíró, filmrendező
- Nagy Gergely építész
- Vadas Ferenc művészettörténész

Közösségi kategóriában:
- Kárászi Faluszépítő Egyesület
- Mohácsi Városszépítő és Városvédő Egyesület
- Páka Értékeiért Egyesület

### 2008[5]
Egyéni kategóriában:
- Minczinger Katalin nyugdíjas pedagógus
- Sáros László DLA építész
- Vass József amatőr helytörténész, fotográfus

Közösségi kategóriában:
- Akli Majorért Műemlék Alapítvány
- Szigligeti Táj- és Településvédő Kör
- Wekerlei Társaskör Egyesületnek

### 2007[6]
- Béres István okleveles építészmérnök, Gyula város főépítésze
- Sas Péter irodalom- és művelődéstörténész, Kós Károly életművének kutatója
- Szablyár Péter Ferenc geológus és kohómérnök, közösség- és művelődés-szervező
- Isaszegi Múzeumbarátok Köre
- Káli Medence Környezetvédelmi Társaság
- Kisújszállási Városvédő és Szépítő Egyesület

### 2006[7]
- Krizsán András, építész
- Mednyánszky Miklós, építőmérnök
- Sisa Béla, építész
- Építész Mester Egylet Mesteriskolája
- Gutenberg Ház Lakóközössége
- Partiumi és Bánsági Műemlékvédő és Emlékhely Bizottság, Nagyvárad

### 2005[8]
- Olajos Csaba, észak-magyarországi területi főépítész
- Dr. Pomozi István, faipari mérnök, műemléki tervező
- U. Nagy Gábor, Ybl-díjas építész
- Winkler Barnabás, építész
- budapest-budafoki Savoyai Jenő Asztaltársaság
- sümegi Városvédő és Szépítő Egyesület

### 2004[9]
- Lovrencsics Lajos, a nagykanizsai Városvédő Egyesület elnöke
- Rácz Zoltán, építész
- Végh Gábor, Kisbajom polgármestere
- miskolci Kós Károly Építőipari Szakközépiskola
- Palatinus Polgári Társulás, Révkomárom
- ságújfalui Faluszépítő és Művelődő Egyesület

### 2003[10]
- Guttman Szabolcs István, Nagyszeben város főépítésze
- Kiss József, Sárospatak ny. főépítésze
- Mezei Sándor, okleveles építőmérnök
- Dr. Tihanyi Csaba, Baranya megye főépítésze
- Győri Kommunális Szolgáltató Kft.
- Tokaj Város Önkormányzata

### 2002[11]
- Kiss József táj -és kertépítész, az Állami Műemlék-helyreállítási és Restaurálási Központ munkatársa
- Mezei Attila, a Mecseki Erdészeti Rt., Kárász polgármestere
- Vértes Árpád, Hévíz polgármestere
- Zalay Buda, Pécs Város Önkormányzata kertészmérnöke
- Géderlak község Önkormányzata
- Hungária Nostra Alapítvány

### 2001[12]
- dr. Biernaczky Szilárd, a Mundus Magyar Egyetemi Kiadó ügyvezető igazgatója
- Görföl Jenő, a Csemadok Híradó hírszerkesztője
- Kokics Tibor, ercsi nyugdíjas kertépítő
- Lőrinczné dr. Szabó Tünde, Somogy megye főépítésze
- Dombrád város Önkormányzata
- Egri Virágzó Magyar Kertkultúráért Alapítvány

### 2000
- Gy. Lovassy Klára, a Magyar Építőipari Múzeum igazgatója;
- Dr. Sánta József, Karcag, nyugalmazott főorvos;
- Szita Károly, Kaposvár polgármestere;
- a Nyíregyházi Városvédő Egyesület;
- az Ökológiai Intézet a Fenntartható Fejlődésért Alapítvány;
- Pusztamérges falu közössége

### 1999
- Dr. Endrey Walter professzor, a történelem tudomány doktora
- Pál István, Szanticska Önkormányzatának vezetője
- Dr. Winkler Gábor egyetemi tanár, Pápa város főépítésze
- Építéstudományi Egyesület
- Kós Károly Egyesülés
- a Népligetben létesített Bajnokok Sétánya és Millenniumi Emlékpark képzőművészeti alkotásainak szerző-csoportja